# Vietinbank
Vietinbank (Vietnam Joint Stock Commercial Bank for Industry and Trade, вьет. Ngân hàng Thương mại Cổ phần Công thương Việt Nam) — крупнейший банк Вьетнама по рыночной капитализации. Основан в 1988 году, штаб-квартира расположена в Ханое, в новом 70-этажном небоскрёбе VietinBank Business Center Office Tower. Специализируется на кредитовании, инвестициях, валютной торговле, денежных переводах, обслуживании платёжных карт и депозитах.
Контрольный пакет акций Vietinbank контролирует Государственный банк Вьетнама. Также Vietinbank поддерживает тесное партнёрство с Международной финансовой корпорацией и Mitsubishi UFJ Financial Group, которым принадлежат оставшиеся акции банка. Крупнейшими клиентами Vietinbank на внутреннем рынке являются PetroVietnam и Vietnam Electricity.

## История
Основан в 1988 году как Vietnam Industrial and Commercial Bank (Incombank), в 2008 году был переименован в Vietinbank, с июля 2009 года котируется на Хошиминской фондовой бирже.
По состоянию на 2014 год активы Vietinbank составляли 27,3 млрд долл., рыночная стоимость — 2,9 млрд долл., продажи — 2,3 млрд долл., прибыль — 300 млн долл..

## Дочерние структуры
- Saigon Bank for Commerce and Industry
- Indovina Bank
- Vietnam International Leasing Company
- VietinBank Securities Co
- VietinBank Insurance
- VietinBank Aviva Life Insurance (совместно с Aviva)
- VietinBank Asset Management Company
- VietinBank Fund Management Company
- VietinBank Gold and Jewellery Company
- VietinBank Global Money Transfer Company
- VietinBank Information Technology Center
- VietinBank Card Center
- VietinBank Training Center